# Onotoa claudelevii
Onotoa claudelevii är en svampdjursart som först beskrevs av Rützler och Hooper 2000.  Onotoa claudelevii ingår i släktet Onotoa och familjen Placospongiidae. Inga underarter finns listade i Catalogue of Life.